# 메테오레이크
메테오레이크(Meteor Lake)는 1세대 인텔 코어 울트라(Intel Core Ultra) 모바일 프로세서에 대한 인텔의 코드명이며, 2023년 12월 14일에 공식 출시되었다. 칩렛(chiplet) 아키텍처를 사용하는 1세대 인텔 모바일 프로세서이다. 팀 윌슨(Tim Wilson)은 이 세대 마이크로프로세서의 시스템 온 칩 개발을 주도했다.

## 설명
2022년 2월 17일에 게시된 인텔 기술 로드맵 및 마일스톤에 따르면 메테오레이크는 인텔에 따르면 통합 AI 및 타일형 GPU 아키텍처를 통해 XPU(CPU, GPU, FPGA 및 기타 가속기에 대한 인텔의 장치 추상화) 향상 기능을 제공한다. 이를 통해 외장 그래픽 수준의 성능을 제공한다. 이러한 진술은 나중에 2023년 5월 23일에 확인되었으며 윈도우 11의 새로운 프로세서 지원에 대한 인텔과 마이크로소프트의 협력을 강조하는 추가 세부 정보가 포함되어 있다.
인텔은 메테오레이크 프로세서에서 여러 리소그래피 프로세스를 사용한다. 컴퓨팅 타일은 인텔 4 공정, 그래픽 타일 TSMC의 N5 프로세스, SoC 및 I/O 타일 TSMC의 N6 프로세스를 사용하여 제조된다. 타일은 인텔의 Foveros 패키징 기술로 연동된다.
2023년 6월 15일 인텔은 메테오레이크부터 인텔 코어 프로세서에 새로운 브랜드를 사용할 것이라고 발표했다.
- 티어링(tiering)에서 삭제된 문자 i(예: 인텔 코어 5 프로세서)
- 새로운 프로세서 번호 지정(선호되는 방법은 인텔 코어 5 프로세서와 같이 "프로세서"라는 단어 뒤에 프로세서 번호를 붙이는 것이다)

## 같이 보기
- 인텔 코어
- 인텔 CPU 마이크로아키텍처 목록